# Kirkhellaren
Kirkhellaren är en grotta i Træna kommun utanför Helgelandskusten.
Kirkhellaren är 45 meter djup, drygt 30 meter hög och omkring 20 meter hög, och är en viktig arkeologisk fyndplats i Norge, som varit bebodd i omgångar från mellanneolitikum till mitten av medeltiden. Grottan grävdes ut av Gutorm Gjessing 1937–1938. Mitt i grottan låg ett stort klippblock, som före undersökningen höjde sig tre meter över grottans golv. Vid främre kanten av Altaret påträffades en kraftig mur, som gick tvärs över grottan. Framför muren gjordes inga fynd, men innanför den framgrävdes 33 gravlagda individer. De flesta var från medeltiden, men några kunde dateras till äldre järnåldern. Gravarna var lagda i ett kulturlager, bestående av träkol, djurben och snäckskal, som på en del punkter var tre meter tjockt. Tvärmuren visade sig vara hela tre meter hög och uppbyggd av sten, som tagits ur grottans botten, varigenom en djup grop med lä skapats omedelbart innanför muren. I denna grop hade de första människorna i grottan bott. Det understa, äldsta lagret bestod endast av träkol och djurben. I lagrets undre del påträffades endast redskap från en äldre stenåldern, bland annat en skivyxa i kvarts. Högre upp bestod kulturlagret till stor del av snäckskal, framför allt av stor skålsnäcka och Vanlig strandsnäcka. Gränsen mellan det svarta lagret och skallagret understa del kunde genom fynden av en bennål och en skafthålsyxa dateras till senneolitisk tid. Då ett av redskapen i bottenlagret, en blockskrapa, tillverkats av en slipad yxa, är det troligt att den äldsta bosättningen i Kirkhellaren ägde rum under mellanneolitisk tid. Efter mitten av denna period dyker de första skifferredskapen upp bland fynden. Kronologin kom att säkras genom förekomst av sydskandinaviska importföremål på olika nivåer i lagerföljden. Kirkhellaren blev ett av de första fyndlokalerna att användas för att kartlägga den förhistoriska tiden i norra Norge.